# Никловање
Никловање или је техника галванизације која подразумева наношење танког слоја никла на метални предмет. Слој никла може бити декоративан, пружати отпорност на корозију, отпорност на хабање или се користити за поправку истрошених или недовољно великих делова у сврху рестаурације.

## Историја
Никловање је процес наношења никла на метални предмет. Делови који се галванизују морају бити чисти и без прљавштине, корозије и оштећења пре него што започне процес галванизације. За чишћење и заштиту предмета током процеса могу се користити комбинација термичка обраде, чишћења, маскирања, кисељења и гравирања. Када је предмет припремљен, потапа се у електролитски раствор и користи као катода. Анода од никла се раствара у електролиту како би формирала јоне никла (Ni²⁺). Као и у другим процесима електродепозиције, јони путују кроз раствор и таложе се на катоди.
Ефикасност аноде при растварању никла је близу 100%, осим ако анода не постане пасивна због проблема у процесу, у ком случају ефикасност пада на 0. Ефикасност катоде зависи од процеса и варира између 90 и 97%. Због овог неслагања, током галванизације концентрација никла у раствору и pH вредност ће постепено расти. Процес траје од неколико минута до неколико сати у зависности од густине струје и жељене дебљине галванизованог слоја.
Никловање је развијена у првој половини XIX века, са значајним експериментима које су спровели Голдинг Берд (1837) и патентом за никл-нитрат Џозефа Шора (1840). Први практични рецепт, водени раствор никл-сулфата и амонијум-сулфата, изумео је Бетгер 1843. године и био је у употреби 70 година. Комерцијални успех постигао је Исак Адамс Млађи, чији је патент за раствор никл-амонијум-сулфата, иако сличан Бетгеровом, имао неутралан pH што је олакшало контролу процеса. Адамс је уживао скоро монопол у никловању од 1869. до 1886. године, када је потрошња никла за галванизацију достигла 135 тона. У САД, компанија Ремингтон је покушала да користи раствор никл-амонијум-хлорида (1868), при чему је успостављена конструкција аноде у облику платинасте корпе испуњене никлом. Едвард Вестон је увео употребу борне киселине (патент издат 1878), док је Банкрофт разјаснио улогу хлорида у растварању аноде (1906). На крају, Оливер П. Вотс је 1916. године успоставио Вотсов раствор, чије се варијације и даље широко користе за декоративну галванизацију, док их раствори сулфамата изазивају у инжењерским применама.

### Типови и хемија

#### Вотсови раствори
Вотсов раствор, назван по свом проналазачу Оливеру Патерсону Вотсу, је водени електролитски раствор за галванизацију никлом са никл-аноде. Може нанети и сјајни и полу-сјајни никл. Сјајни никл се обично користи за декоративне сврхе и заштиту од корозије. Полу-сјајни слојеви се користе за инжењерске примене где су важни висока отпорност на корозију, жилавост или електрична проводљивост, а висок сјај није неопходан..